# Batterie de missiles sol-air

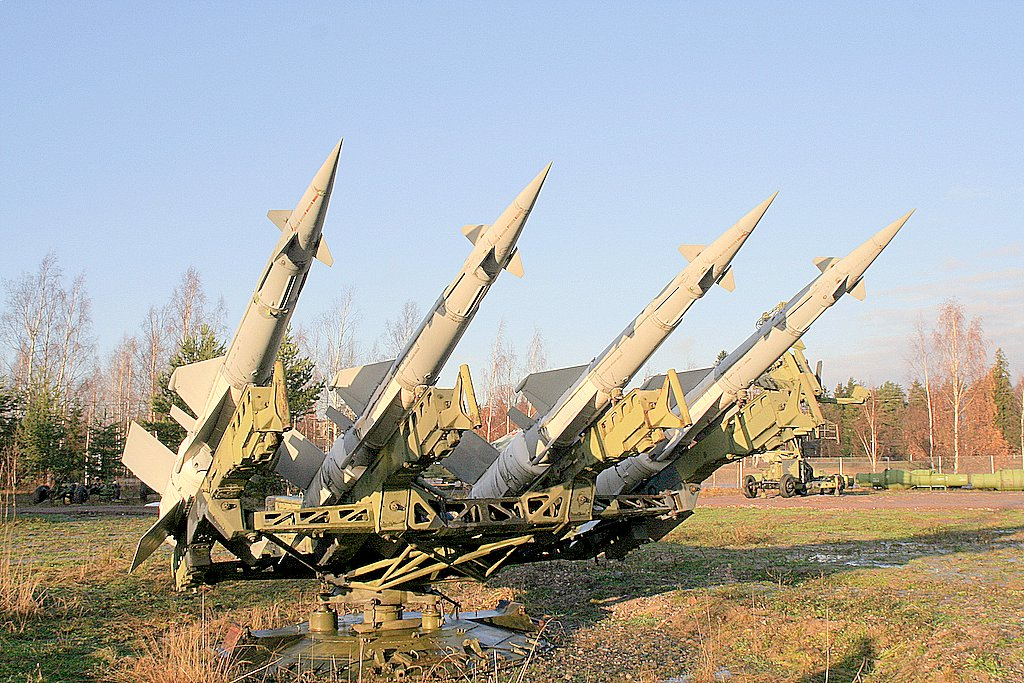
Lanceur quadruple de missiles sol-air S-125 (code OTAN : SA-3 Goa) de conception soviétique de l'armée finlandaise. Derrière, à peine visible, se trouve un autre élément de la batterie antiaérienne : le radar de veille assurant la détection des cibles pour le système.

Une batterie de missiles sol-air est un système de défense antiaérienne composé de missiles sol-air, montés en  batterie, et comprenant également tous les systèmes de détection, d'acquisition et de contrôle de tir qui y sont associés. Ce système comprend également la source d'énergie alimentant le système et du matériel d'entretien, ainsi que des munitions supplémentaires.
Une batterie SAM (Surface to Air Missile) peut être fixe ou montée sur un véhicule blindé. Dans les armées de terre, en règle générale, le régiment est défini comme l'unité d'emploi et la batterie de tir comme l'unité de tir. Certaines batteries ayant un haut degré d'automatisation peuvent être divisées en deux unités de tir, voire plus. Typiquement, les batteries mobiles modernes disposent d'un véhicule-radar, d'un véhicule lanceur, d'un véhicule contenant les missiles de rechange, et d'un autre assurant la production de courant pour le système. Il arrive également que plusieurs véhicules lanceurs soient reliés en parallèle en réseau sur un seul véhicule central de commandement, qui attribue les cibles et commande les tirs de missiles.
Ces missiles peuvent avoir plusieurs charges militaires : charge à fragmentation classique, charges à tiges métalliques (simples ou « liées »), ou encore charge pré-fragmentée à gerbe focalisée (comme sur le Crotale, qui explose juste après avoir croisé sa cible en lançant environ 75 % des éclats vers l'arrière).
Par exemple, le système mobile soviétique 2K22 Tunguska fonctionne sur ce principe, ou encore les S-300, S-400 Triumph et Pantsir S-1 russes. Il est à noter que de nombreux systèmes de défense côtière contre les navires fonctionnement selon le même principe, comme le Bastion-P russe, qui emploie des missiles anti-navires.

## Historique

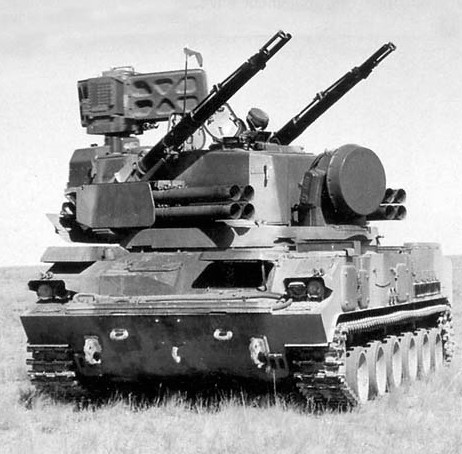
Système antiaérien mobile 2K22 Tunguska soviétique, qui équipe encore aujourd'hui la Russie, la Biélorussie, l'Ukraine et l'Inde.

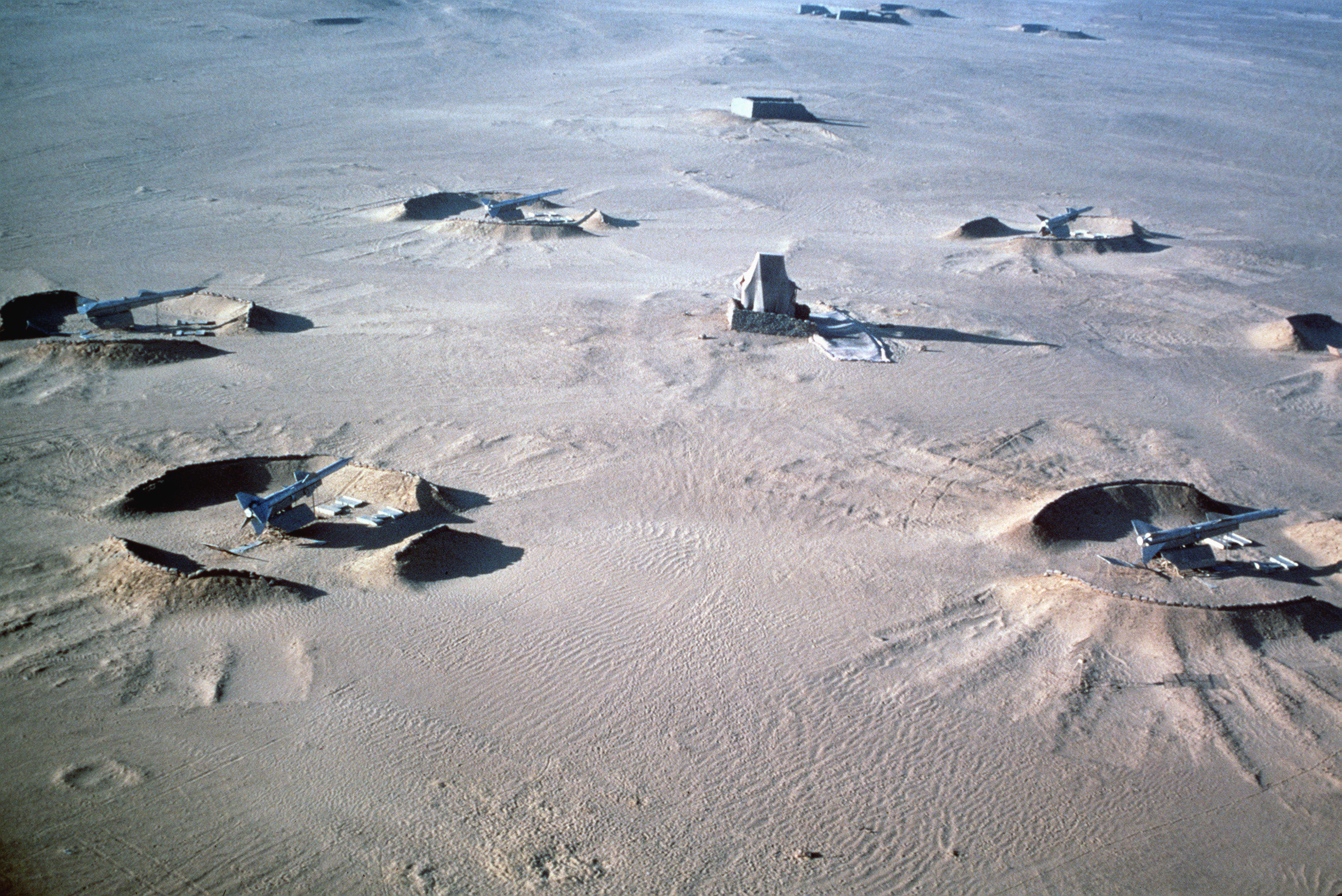
Batterie de missiles S-75 Dvina de conception soviétique, avec son radar au centre et ses six rampes de lancement.

### Guerre froide
Les premières batteries apparaissent après la Seconde Guerre mondiale, lors de la guerre froide. Elles remplacèrent très vite les canons antiaériens, qui étaient devenus obsolètes pour le concept de guerre moderne, face aux nouvelles menaces aériennes induites par l'avion à réaction (premiers F-100 Super Sabre américains et Mikoyan-Gourevitch MiG-19 soviétiques). En effet, ces derniers disposent d'une propulsion qui leur permettent de voler à de hautes altitudes à plus de 1 500 voire 2 000 km/h, ce qui les rend quasiment hors de portée et intouchables par des canons antiaériens.
L'Armée rouge fut la première à en concevoir, puis ce fut ensuite le tour de l'OTAN quelques années plus tard, dans le cadre de la course aux armements initiée entre les deux superpuissances que furent les États-Unis et l'URSS. Les canons antiaériens équipent toutefois encore de nombreuses défenses antiaériennes du tiers-monde en raison de leur faible coût. Ils sont également toujours relativement efficaces contre les hélicoptères, dont la vitesse et l'altitude de vol sont relativement faibles.

### De nos jours
La majeure partie des armées occidentales, tout comme la Chine, disposent de batteries de missiles. Elles équipent aussi bien les défenses antiaériennes basées à terre que les navires et les porte-avions.
L'Iran cherche par ailleurs à moderniser sa défense antiaérienne en se procurant des S-300, mais la Russie a annoncé en 2010 le gel de la livraison de ces missiles, en réponse à l'accusation faite par les États-Unis et à la suite des sanctions de l'ONU en vigueur,.

## Fonctionnement

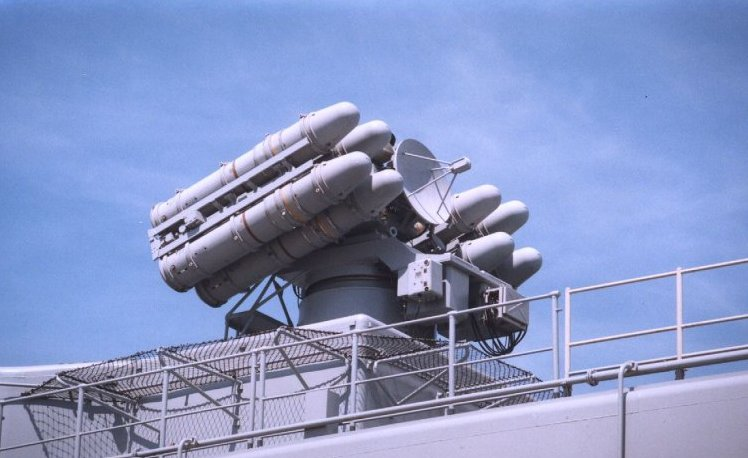
Batterie de missiles Crotale, sur la frégate Tourville de la Marine nationale française.

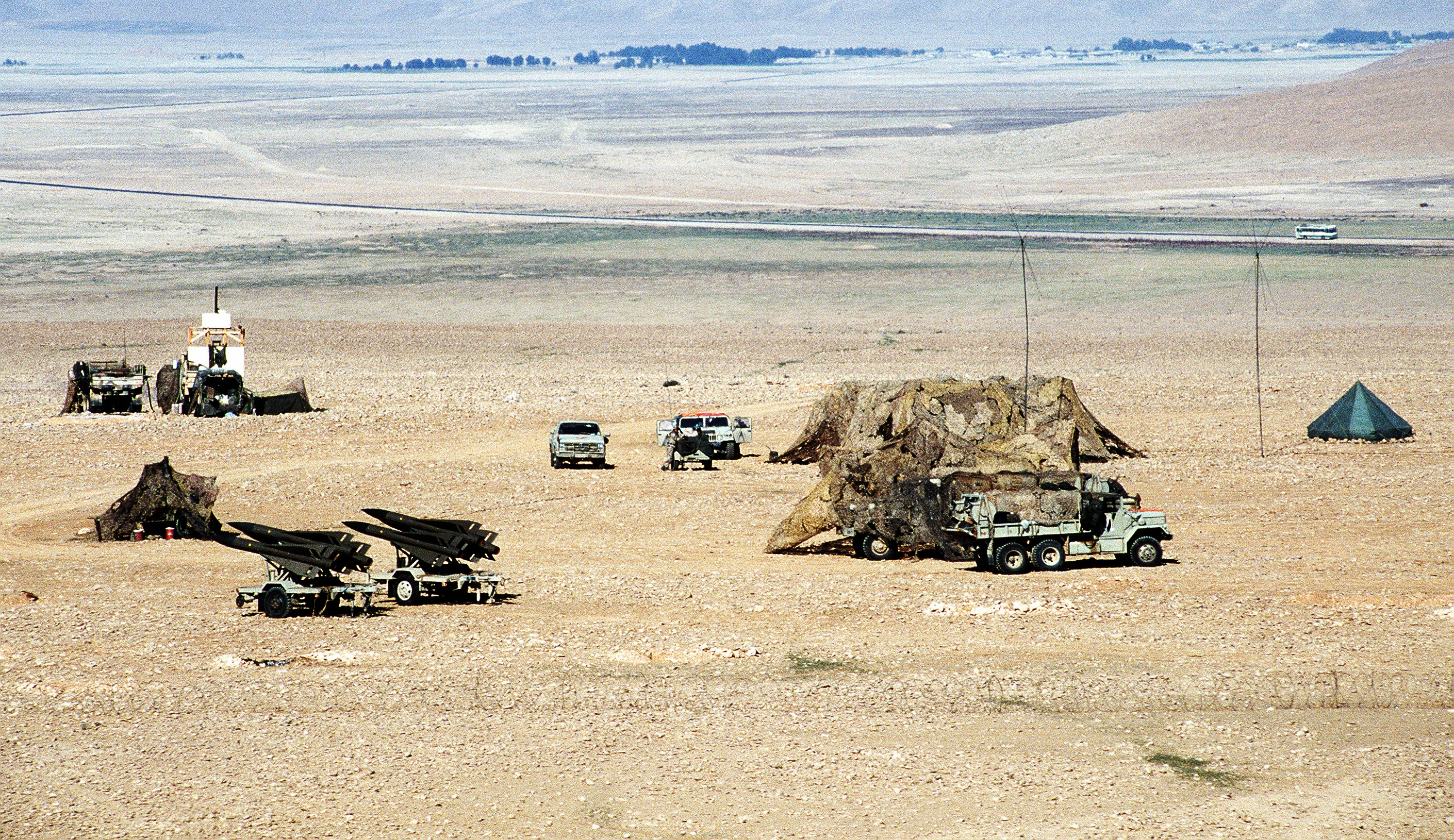
Batterie de MIM-23 Hawk, déployée en Arabie saoudite durant la guerre du Golfe de 1991.

Une batterie de missiles sol-air est de nos jours dotée d'automatisme grâce aux technologies de l'information. Elle comporte un radar (généralement à antenne réseau à commande de phase) lui permettant de détecter les aéronefs potentiellement hostiles et un mini-système de mise à feu lui permettant de tirer des missiles sol-air à guidage radar semi-actif de manière automatique.
C'est le cas notamment sur le MIM-104 Patriot, déployé pour la première fois en 1984.
Par exemple, le fonctionnement d'une batterie de missiles MIM-23 Hawk, conçu dans les années 1960, comprend normalement les éléments suivants, d'une masse totale d'environ 250 tonnes :
- 1 x PAR - Radar de recherche et d'acquisition - 20 radians par minute - détection à haute et moyenne altitude.
- 1 x CWAR - Radar de recherche Doppler d'acquisition continue - 20 radians par minute - détection à basse altitude.
- 2 x HPI - Illuminateur radar Doppler grande puissance - poursuite de cible et orientation des missiles.
- 1 x ROR - Radar à impulsion de recherche en bande K - fournit des informations lorsque les autres systèmes sont coincés ou indisponibles.
- 1 x CPI - Centre de coordination et d'information
- 1 x BCC - PC de contrôle de batterie
- 1 x AFCC - Console de commande et de mise à feu - batterie miniature de contrôle à distance d'un tir de la batterie. Chaque AFCC contrôle un CWAR, un HPI et trois lanceurs avec neuf missiles
- 1 x PCP - poste de commandement de peloton.
- 2 x LCS - Section de contrôle des lanceurs.
- 6 x M-192 - lanceur triple avec 18 missiles.
- 6 x SEA - Groupes électrogènes 56 kVA (400 Hz) chacun.
- 12 x M-390 - palettes de transport de missiles de 36 missiles chacune.
- 3 x M-501 - tracteurs de chargement des missiles.
- 1 x godet chargeur.
- 1 x atelier d'essai de missiles.

Dans les années 2010, les batteries de l'OTAN sont connectées au réseau de liaisons de données tactiques liaison 11 ou liaison 16.